# 森泰·翁德拉什
森泰·翁德拉什（匈牙利語：Szente András，1939年12月10日—2012年9月14日），匈牙利男子皮划艇运动员。他曾代表匈牙利参加1960年和1964年夏季奥林匹克运动会皮划艇比赛，共获得二枚银牌。